# محمد الجندي (لاعب خماسي حديث)
محمد الجندي (مواليد 5 يوليو 2002) هو لاعب خماسي حديث مصري، فاز بالميدالية الفضية في بطولة العالم 2022. وهو الشقيق الأصغر لأحمد الجندي الحاصل على الميدالية الفضية في أولمبياد 2020.

## روابط خارجية
- محمد الجندي (لاعب خماسي حديث) على موقع الاتحاد الدولي للخماسي الحديث (الإنجليزية)